# La Palma del Condado
La Palma del Condado er en by og kommune i det sydvestlige Spanien i provinsen Huelva. Den har et indbyggertal på 10.709 (2024) indbyggere.